# Ceferino Galan
Ceferino Galán (província de Badajoz, 1950 -) és un escriptor i editor extremeny establert a Barcelona.

## Biografia
Des de 1989 edita les publicacions El Naufraguito i El Mininaufraguito, de les quals han aparegut més de 100 números publicats i que li van proporcionar el 2003 i el 2011 el Premi al Millor Fanzine al Saló del Còmic de Barcelona. Ha realitzat també llibres d'artista, com El libro de la Habana, Vacío, Derroche de rosas, Fascinante, Bestiario, Pan, Las siete miradas... i llibres de poemes i poesia visual com No a cuatro i La verdad no existe (El libro del valor inútil).
Col·labora amb la directora de cinema Cèlia Galán en els curts Cómo dejé de ser un hombre común i Historia del desierto, aquest últim guanyador del 2n Premi a la Cinefondation del Festival de Cannes 2003, així com el millor curt als festivals de Los Angeles, Toronto, Filadelfia, etc. Ha col·laborat també amb l'actriu i directora de teatre Sonia Gómez a la seva obra Natural 2. La seva última participació ha estat a l'antologia de poemes underground Poesía para bacterias.
Com a escriptor també ha publicat llibres de poemes i llibres d'artista.

## Obres

### Poesia
- No a cuatro[8]
- Tu primer diccionario ilustrado. 1996.
- Poesía para bacterias, antología de la poesía underground española

### Poesía visual
- La verdad no existe (El libro del valor inútil)

### Libros de artista
- Pan
- Las siete miradas
- Dame tela
- Babhel
- Signos
- 20 impresentables
- Blanco
- 20 formas de Galán/20 formas de Galán
- Derroche de rosas
- Memoria 1988
- El libro de La Habana
- Bestiario
- Vacío
- Fascinante